# مارتين رودريغيز
مارتين رودريغيز (بالإسبانية: Martín Rodríguez Custodio)‏ (24 سبتمبر 1968 ليما بيرو - ) هو لاعب كرة قدم بيروفي يلعب كلاعب وسط.

## روابط خارجية
- مارتين رودريغيز على موقع قاعدة بيانات كرة القدم.إي يو (الإنجليزية)
- مارتين رودريغيز على موقع ناشيونال فوتبول تيمز (الإنجليزية)